# آلکلاد

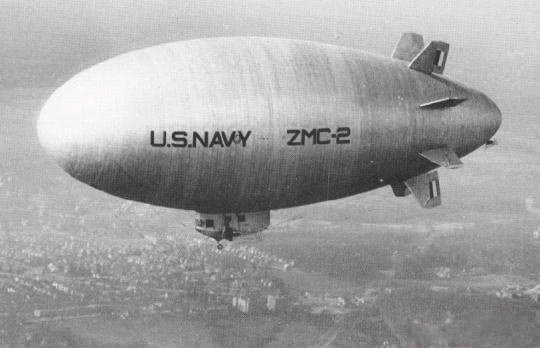
کشتی هوایی ZMC-2 ، اولین هواپیمایی که از آلکلاد در ساخت خود استفاده کرد

آلکلاد یک ورق آلومینیومی مقاوم در برابر خوردگی است. آلکلاد یک محصول فلزی داپلکس است که با روکش کردن یک هسته آلیاژ آلومینیوم با لایه‌های سطحی آلومینیوم خالص یا آلیاژ آلومینیوم ساخته می‌شود که در نتیجه مقاومت آن در برابر خوردگی افزایش می‌یابد. آلکلاد یک ساندویچ از آلیاژ آلومینیوم با استحکام بالا بین دو ورق فلز خالص برای ترکیبی از استحکام و مقاومت در برابر خوردگی است که توسط نورد این فلزات با هم تولید می شود.نقطه ذوب این نوع آلمینیوم حدود ۵۰۰ درجه سلسیوس (۹۳۲ درجه فارنهایت) است. Alclad یک علامت تجاری Alcoa است و به آلمینیومی که با دو لایه آلمینیوم کلاد  به قطر تقریبی 5.5 درصد احاطه شده می گوییند.
از اواخر دهه بیستم قرن نوزدهم 1920 ، آلکلاد به عنوان یک ماده در کلاس هوانوردی تولید شد و برای اولین بار در همین بخش در ساخت کشتی هوایی ZMC-2 استفاده شد. این ماده نسبت به اکثر آلیاژهای مبتنی بر آلومینیوم به طور قابل توجهی مقاومت بیشتری در برابر خوردگی دارد و تنها برای سبکی و کاهش افزایش وزن ، استفاده از آلکلاد را برای ساخت عناصر مختلف هواپیما مانند بدنه، اسکلت هواپیما، پوسته و روکش جذاب می کند. و اینگونه، آلکلاد به یک ماده نسبتاً محبوب و روتین برای ساخت هواپیماها تبدیل شد.

## جزئیات
این ماده در NACA -TN-259 در آگوست سال 1927 ،  به عنوان یک محصول آلومینیومی جدید با مقاومت در برابر خوردگی که برتری قابل توجهی نسبت به آلیاژهای قوی فعلی دارد، توصیف شد. استفاده از این ماده برای افزایش طول عمر یک قطعه سازه استفاده می شود. آلکلاد یک آلیاژ آلومینیومی است که از عملیات حرارتی روی ، مس، منگنز، منیزیم تشکیل شده است. این ماده دارای مقاومت در برابر خوردگی فلز خالص در سطح و استحکام آلیاژ قوی در درون و لایه های میانی است. از ویژگی های مهم این ماده می توان به اتحاد بین آلیاژ و آلومینیوم خالص اشاره کرد. نتایج اولیه آزمایش‌های اسپری نمک (24 هفته قرار گرفتن در معرض این آزمایش) نشان می‌دهد که تغییرات در استحکام کششی و افزایش طول Alclad 17ST، در صورت وقوع، آنقدر کوچک است که در محدوده خطای آزمایشی قرار دارد. در کاربردهای مربوط به ساخت هواپیما، آلکلاد ثابت کرده است که در مقایسه مقاومت بیشتری در برابر خوردگی دربرابر ورق آلمینیومی دارد.  
از آنجایی که آلومینیوم خالص نسبت به بیشتر آلیاژهای آلومینیوم مقاومت نسبی بیشتری در برابر خوردگی دارد، سریعا مشخص شد که یک پوشش نازک از آلومینیوم خالص بر روی سطح بیرونی آن آلیاژها از کیفیت برتر هر دو ماده بهره و به نوعی خواص را توامان دارا است.  بنابراین، یک مزیت و ویژگی کلیدی آلکلاد نسبت به اکثر آلیاژهای آلومینیومی، مقاومت بالای آن در برابر خوردگی است.  با این حال، هنگام کار و انجام عملیات بر روی سطح خارجی پوشیده از آلکلاد، مانند تمیز کردن پوسته و رویه هواپیما، باید دقت زیادی کرد تا از زخمی شدن سطح و در معرض سطح قرارگرفتن آلیاژ آسیب‌پذیر زیر آن و پیری زودرس آن عناصر جلوگیری شود.  
با توجه به پوشش طبیعی نسبتا براق آن که موجب زیبایی ظاهری آن می شود ، آلکلاد اغلب بعنوان عناصر خارجی و سطحی ، به ویژه در طول ترمیم و بازسازی استفاده می شود. با توجه به مشاهدات برخی از تکنیک های تولید، مانند جوشکاری ، در صورت استفاده از آلکلاد مناسب نیستند.  پاک کننده های ملایم با عدد pH خنثی و ساینده های ظریف تر برای تمیز کردن و صیقل دادن سطوح آلکلاد توصیه می شود. استفاده از موم ضد آب و سایر پوشش های بازدارنده برای کاهش بیشتر خوردگی مورد استفاده واقع می شود.  در قرن بیست و یکم، تحقیق و ارزیابی روی پوشش‌ها و موارد کاربرد جدید این ماده در حال انجام بود.  

## تاریخچه
ورق آلکلاد به دلیل ویژگی‌های مطلوب مانند مقاومت در برابر خستگی بالا و استحکام، به ماده‌ای پرکاربرد در صنعت هوانوردی برای ساخت هواپیما تبدیل شده است.   در طول نیمه اول قرن بیستم، مطالعات قابل توجهی در مورد میزان خوردگی آلیاژهای مختلف آلومینیوم که سبک وزن بودند برای استفاده در صنعت هواپیمایی انجام شد.  اولین هواپیمایی که از آلکلاد ساخته شد، کشتی هوایی تمام فلزی نیروی دریایی ایالات متحده ZMC -2 بود که در سال 1927 در ایستگاه هوایی نیروی دریایی گروس ایل ساخته شد.  البته قبل از این مورد، آلومینیوم روی زپلین های پیشگام ساخته شده توسط فردیناند زپلین نیز استفاده شده بود.  
آلکلاد بیشتر در عناصر و اجزای خاصی از هواپیما، از جمله بدنه، اسکلت، پوسته و رویه و پوشش کاربرد دارد.   آلیاژ آلومینیومی که آلکلاد از آن مشتق شده است به یکی از رایج ترین آلیاژهای مورد استفاده در بین تمام آلیاژهای مبتنی بر آلومینیوم تبدیل شده است.  در حالی که آلومینیوم بدون پوشش که وزن کمتری نسبت به آلکلاد دارد نیز به طور گسترده در هواپیماهای مدرن بر خلاف احتمال بیشتر خوردگی استفاده می شود. استفاده متناوب از این دو ماده اغلب توسط اجزا یا عناصر خاصی که از آنها تشکیل شده است تعریف می شود. در Alclad درجه هوانوردی، ضخامت لایه روکش خارجی معمولاً بصورت متغیر بین 1٪ تا 15٪ از ضخامت کل است. 

## همچنین ببینید
- Kynal-Core ، آلیاژهای مشابه با روکش آلومینیوم تولید شده توسط ICI
- Duralumin ، یک آلیاژ آلومینیوم دارای مس مرتبط با هوانوردی است که توسط مخترع آن آلفرد ویلم در سال 1906 ثبت شده است.

### استنادها
1. ↑  E. H. Dix, Jr. "A L C L A D" : New Corrosion Resistant Aluminum Product. NACA-TN-259. August 1927. Retrieved from NASA Technical Reports Server (NTRS) 26 Aug 2010.
2. ↑  Morrow and Fritsche 1967, p. iv.
3. ↑  Parker, Dana T. Building Victory: Aircraft Manufacturing in the Los Angeles Area in World War II. pp. 39, 87, 118. Cypress, CA, 2013. شابک ‎۹۷۸−۰−۹۸۹۷۹۰۶−۰−۴.
4. 1 2  "Corrosion Control – Part Seven (Corrosion of Aluminium/Aluminum Alloys)". flight-mechanic.com. Archived from the original on 23 July 2020. Retrieved 23 July 2020.
5. ↑  "Aluminium properties". experimentalaircraft.info. Retrieved 23 July 2020.
6. ↑  "Corrosion Control for Aircraft" (PDF). Federal Aviation Administration. 9 November 2018.
7. ↑  "Aluminium properties". experimentalaircraft.info. Retrieved 23 July 2020.
8. ↑  "Corrosion Control – Part Seven (Corrosion of Aluminium/Aluminum Alloys)". flight-mechanic.com. Archived from the original on 23 July 2020. Retrieved 23 July 2020.
9. ↑  W. Aperador1, A. F. Escobar, and F. Pérez (April 2011). "Evaluating protection systems against marine corrosion of aeronautic alloy Alclad 2024-T3". Ing. Investig.{{cite web}}:  نگهداری یادکرد:نام‌های متعدد:فهرست نویسندگان (link)
10. ↑  C. Schmidt; J. Crocker; J. Giovanola; C. Kanazawa; D. Shockey; T. Flournoy (1997). "Corrosion-Fatigue Crack Nucleation in Alclad 2024-T3 Commercial Aircraft Skin". ASTM International. pp. 74–88.
11. ↑  J. Snodgrass and J. Moran. Corrosion Resistance of Aluminium Alloys. In Corrosion: Fundamentals, Testing and Protection, volume 13a of ASM Handbook. ASM, 2003.
12. ↑  "Aluminium properties". experimentalaircraft.info. Retrieved 23 July 2020.
13. ↑  "Some Notes on Alclad". Aircraft Engineering and Aerospace Technology. 13: 325–326. 1941. doi:10.1108/eb030845.
14. ↑  Morrow and Fritsche 1967, p. iv.
15. ↑  Kerster, Matt (28 May 2020). "Aluminum Aircraft Parts: Clad Aluminum Vs Bare Aluminum". aaaairsupport.com.
16. ↑  "Aluminium properties". experimentalaircraft.info. Retrieved 23 July 2020.
17. ↑  Karuskevich, Mikhail (November 2013). "Fatigue Failure Prediction for Fuselage Skin Made of Alclad Aluminium Alloy". Science-based Technologies. 18 (2). doi:10.18372/2310-5461.18.4868.
18. ↑  "Aluminium Alloy 2024 (2024A)". aircraftmaterials.com. Retrieved 23 July 2020.
19. ↑  Kerster, Matt (28 May 2020). "Aluminum Aircraft Parts: Clad Aluminum Vs Bare Aluminum". aaaairsupport.com.

### کتابشناسی
- Morrow, Walker C.; Carl B. Fritsche (1967). The Metalclad Airship ZMC-2. Grosse Ile: W.C. Morrow.